# BAP Coronel Bolognesi (FM-57)
La BAP Coronel Bolognesi (FM-57) es la penúltima fragata misilera que compró el Perú para su Marina de Guerra, en el año 2005. Es una Fragata Lanzamisiles de la clase Lupo. Es una de las ocho fragatas lanzamisiles con que cuenta la Fuerza de Superficie de la Marina de Guerra del Perú.

## Historial

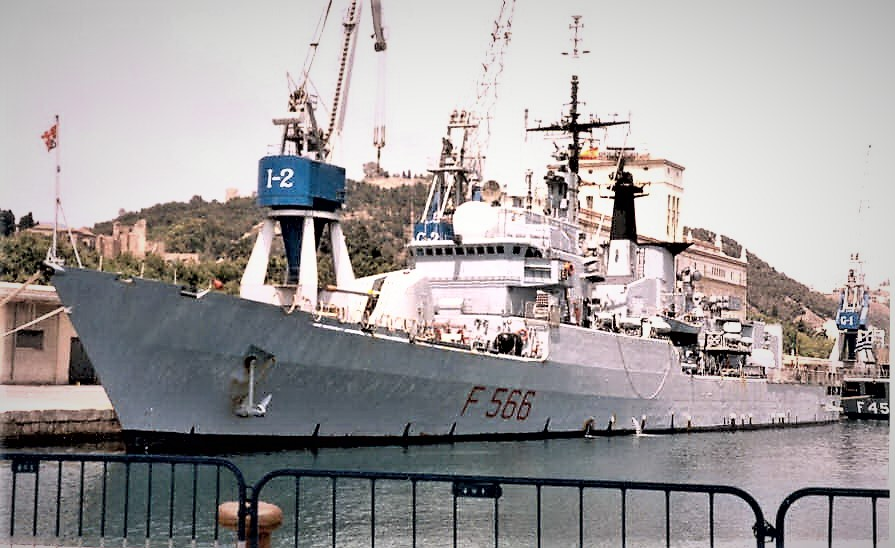
En la Marina Militare

Antes de ser vendido a la Marina de Guerra del Perú, bajo la bandera italiana, se denominaba MMI Perseo (F 566), sirviendo 25 años en la Marina Militare. 
El buque fue puesto en gradas el 28 de febrero de 1977, botado el 8 de julio de 1978 por el astillero de Riva Trigoso y asignado a la Marina Militare el 1 de marzo de 1980. Dado de baja el 31 de octubre de 2005, y vendido a la Marina de Guerra del Perú para su asignación en 2005. Los trabajos de asignación se realizaron en los astilleros de Fincantieri, sede Muggiano en el puerto de La Spezia, en Italia.
El pabellón peruano fue afirmado a bordo en este buque de guerra el 23 de enero de 2006 en La Spezia, zarpó el 18 de julio rumbo su puerto de asiento, llegando al puerto de El Callao el 18 de agosto del mismo año incorporándose a la Flotilla de Superficie Nro 1 de la Fuerza de Superficie de la Marina de Guerra del Perú.
En agosto de 2007 participó en el Ejercicio Multinacional PANAMAX.
Desplaza 2500 toneladas y tiene una velocidad máxima de 35 nudos. Su armamento consiste de artillería convencional y de misiles antisuperficie y antiaéreos.

## Nombre
Su nombre se debe al coronel EP Francisco Bolognesi Cervantes, héroe de la guerra del Pacífico, que combatió en Arica, al mando de la de guarnición ahí acantonada. Al amanecer del 7 de junio de 1880, fueron atacados por tropas chilenas, produciéndose la batalla de Arica, muriendo en combate, cumpliendo sus palabras al mayor De la Cruz Salvo, emisario chileno para intimar a los peruanos a la rendición: "...tengo deberes sagrados que cumplir y los cumpliré hasta quemar el último cartucho", es el cuarto buque peruano en llamarse así.